# Juhan Jaik
Juhan Jaik  (Sänna, Võrumaa, 1899. január 13. – Stockholm, 1948. december 10.) észt író és újságíró. Verseket, novellákat, meséket, ifjúsági könyveket írt. Legismertebb műve a Võrumaa mesék (1924–1933).

## Élete
Roosiku faluban nőtt fel Tsooru közelében (ma Antsla község). 1913-ban végzett a Tsoorui Iskolában. 1915-ben politikai okokból – állítólag összeesküvés miatt –, el kellett hagynia otthonát. 1915 és 1917 között a Volga melletti városokban élt, irodában dolgozott. 1917-ben visszatért Észtországba. A bolsevikok rövid ideig őrizetbe vették.
Amikor Észtország függetlenné vált, folytatta iskolai tanulmányait. 1920 és 1924 között kiadóban dolgozott. Ezt követően a Päevaleht (1924–1926) napilap, majd a Kaitseliit újság, a Kaitse kodu (1926/27) és 1928-tól 1935-ig a Tallinnban működő Postimees szerkesztőjeként dolgozott.
Juhan Jaik 1927-ben feleségül vette  Wilhelmine Kanarikozt Tartuban. A házaspárnak négy gyermeke született.

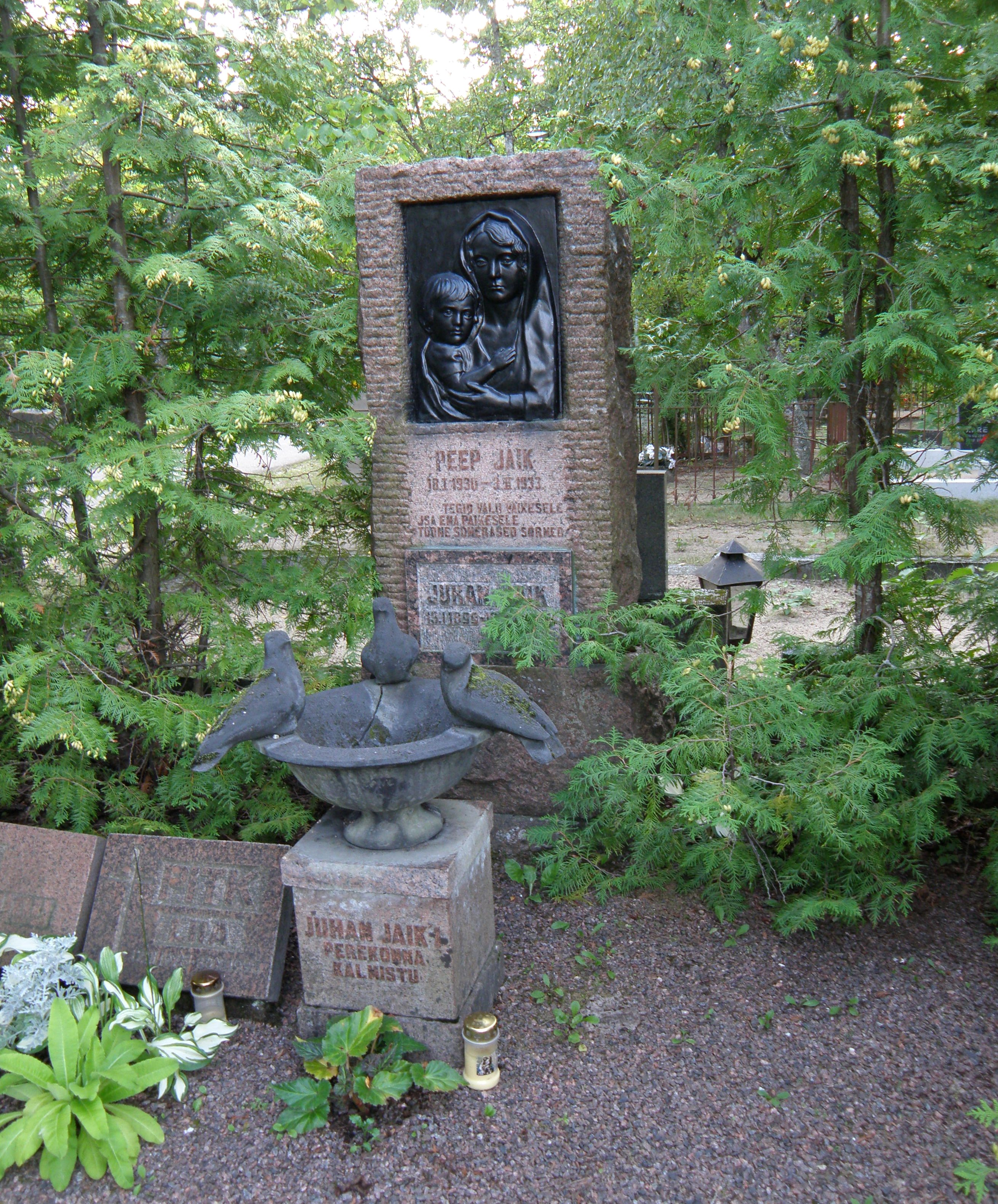
A Jaik család sírja a Rahumäe temetőben

1936 és 1940 között az Észt Oktatási Minisztérium tanácsadója volt. 1941-ben, Észtország német megszállása alatt a Võrumaa Teataja helyi napilap szerkesztője volt. 1944-ben, amikor a Vörös Hadsereg közeledett, emigrálni kényszerült, először Németországba, majd Svédországba. Norrköpingben telepedett le. 1948-ban Svédországban száműzetésben halt meg agydaganatban. 1990-ben újratemették Tallinnban, a Rahumäe temetőben.

## Munkássága
Juhan Jaik a két világháború közötti időszakban népszerű ifjúsági szerző volt, az észt gyermekszínház egyik legfontosabb alkotója. 1926-ban csatlakozott az Észt Írók Szövetségéhez. Népszerű verseket és novellákat írt. Különösen kedveltek voltak a szülőföldjéről, a dél-észt Võrumaa régiójából származó történetei: Võrumaa jutud. Ötletes, izgalmas és érdekes művei ismertek voltak Észtországban a második világháború kitöréséig. Fordított orosz nyelvből is, többek között Makszim Gorkij és Lev Uszpenszkij műveit.

## Művei
- Rõuge kiriku kell (verseskötet, 1924)
- Võrumaa jutud (mesegyűjtemény, két kötet, 1924 és 1933)
- Kaamelid pasunapuhujatega (novellagyűjtemény, 1928)
- Uhuu jutustused (gyermekkönyv, 1929)
- Pombi ja Üdsimärdi nõiad (ifjúsági könyv, 1932)
- Hunt (gyermekkönyv, 1942)
- Nõiutud Tuks (gyermekkönyv, 1944)
- Kuldne elu (novellagyűjtemény, a svédországi száműzetésében 1946-ban jelent meg)

### Magyar vonatkozás
- Vörösmarty Mihály: Szép Ilonka című  románcát ő fordította le észt nyelvre (Kaitse Kodu, 1928. évfolyam).

## Fordítás
- Ez a szócikk részben vagy egészben  a   Juhan Jaik  című német Wikipédia-szócikk ezen változatának fordításán alapul.  Az eredeti cikk szerkesztőit annak laptörténete sorolja fel. Ez a jelzés csupán a megfogalmazás eredetét és a szerzői jogokat jelzi, nem szolgál a cikkben szereplő információk forrásmegjelöléseként.